# دوناوچه
دوناوچه (به مجاری:  Dunavecse) یک منطقهٔ مسکونی در مجارستان است. دوناوچه ۶۶٫۷۷ کیلومتر مربع مساحت و ۴٬۰۷۹ نفر جمعیت دارد.